# NBA-Bubble 2020
Die NBA-Bubble 2020 war die Isolationszone der nordamerikanischen Basketballliga NBA, die eingerichtet wurde, um die Spieler vor der COVID-19-Pandemie in den Vereinigten Staaten zu schützen, während die ausgesetzte Saison 2019/2020 zu Ende gespielt wurde. Hierzu wurden 22 Mannschaften in den Freizeitpark Walt Disney World Resort in der Nähe der Stadt Orlando im Bundesstaat Florida eingeladen, um in jeweils acht Spielen im ESPN Wide World of Sports Complex die Paarungen für die Play-offs zu ermitteln. Diese fanden ebenfalls in dem abgeschirmten Bereich statt.
Die Einrichtung des Sicherheitsbereiches kostete 170 Millionen US-Dollar. Die ersten Spiele wurden am 30. Juli 2020 ohne Zuschauer ausgetragen. Im Regelwerk war festgehalten, dass die Spieler das Gelände nicht verlassen und keinen direkten Kontakt zu Außenstehenden haben durften. Wurden diese Regeln gebrochen, wurde dies mit einer zehntägigen Einzelquarantäne und einem Ausschluss vom Spielbetrieb bestraft. Die NBA richtete eine Telefonnummer ein, über die Spieler, die gegen die Regeln der Blase verstoßen haben, anonym gemeldet werden konnten. Seit 1. Juli wurden 19 Spieler der NBA positiv auf COVID-19 getestet und haben ihre Quarantäne außerhalb der Bubble verbracht. Am 13. Juli veröffentlichte die NBA eine Mitteilung, in der sie bekannt gab, dass bei zwei Spielern während ihrer Quarantänezeit im Isolationsbereich Ansteckungen festgestellt wurden. Sie verließen das Gelände des Freizeitparks, um zuhause ihre Quarantäne fortzusetzen. Mit Stand vom 29. Juli wurden keine weiteren Spieler positiv auf COVID-19 getestet.
Um die Berichterstattung und Fernsehdirektübertragungen der Spiele zu ermöglichen, wurde ein Medienbereich eingerichtet, dessen Nutzfläche rund 8800 Quadratmeter betrug. Auf diesem fanden unter anderem die 13 benötigten Übertragungswagen Platz, es wurden zwei Verpflegungszelte für die Beschäftigten eingerichtet und Maßnahmen ergriffen, um den Beschäftigten der Medien- und Technikbetriebe das Einhalten eines Abstandes zueinander zu ermöglichen.

## Aussetzung der Saison im März 2020
Nachdem am 11. März 2020 beim Center der Utah Jazz, Rudy Gobert, eine COVID-19-Ansteckung festgestellt worden war, gab die NBA die vorübergehende Aussetzung der laufenden Saison bekannt. Am 4. Juni genehmigte der Gouverneursrat der NBA mit einem Abstimmungsergebnis von 29:1 (mit den Portland Trail Blazers als einziger Gegenstimme) die Wiederaufnahme der Saison 2019/20 in Orlando (Florida) im Freizeitpark Walt Disney World Resort, nachdem zuvor Las Vegas und Houston als mögliche Austragungsorte in Erwägung gezogen worden waren.

## Teilnehmer
Die beim Saisonabbruch 22 besten Mannschaft der Eastern Conference und Western Conference wurden eingeladen. Diese waren:

### Eastern Conference
- Boston Celtics
- Brooklyn Nets
- Indiana Pacers
- Miami Heat
- Milwaukee Bucks
- Orlando Magic
- Philadelphia 76ers
- Toronto Raptors
- Washington Wizards

### Western Conference
- Dallas Mavericks
- Denver Nuggets
- Houston Rockets
- Los Angeles Clippers
- Los Angeles Lakers
- Memphis Grizzlies
- New Orleans Pelicans
- Oklahoma City Thunder
- Phoenix Suns
- Portland Trail Blazers
- Sacramento Kings
- San Antonio Spurs
- Utah Jazz

### Ohne Teilnahme
Die acht Mannschaften, die in den Tabellen die letzten Plätze belegten, nahmen nicht an den Spielen in Florida teil:
- Atlanta Hawks
- Charlotte Hornets
- Chicago Bulls
- Cleveland Cavaliers
- Detroit Pistons
- Golden State Warriors
- Minnesota Timberwolves
- New York Knicks

## Zeitplan
Der folgende Zeitplan fand innerhalb der Bubble statt:
- 9.–11. Juli: Training-Camp
- 22.–28. Juli: Vorbereitungsspiele
- 30. Juli – 14. August: Spiele zur Ermittlung der Playoff-Paarungen (Rest der Hauptrunde)
- 15.–16. August: Mögliche Ausscheidungsspiele zwischen den acht- und neuntplatzierten Mannschaften[13]
- 17. August: Beginn der Playoffs
- 30. August: Ankunft von Familien/Gästen der Teams
- 31. August – 13. September: Conference-Halbfinals
- 15.–28. September: Conference-Finalspiele
- 30. September – 13. Oktober: NBA-Finalspiele

## Spieler
Den Spielern wurde die Möglichkeit gegeben, auf die Teilnahme zu verzichten. Von diesem Recht machten unter anderem die folgenden Spieler unter Angabe verschiedener Gründe (erhöhte Verletzungsgefahr, COVID-19-Ansteckung, familiäre Gründe) Gebrauch: Spencer Dinwiddie, DeAndre Jordan, Wilson Chandler, Bradley Beal, Davis Bertans, Willie Cauley-Stein, Avery Bradley, Trevor Ariza, Taurean Prince und Thabo Sefolosha.
Einige Spieler äußerten Kritik an der Verpflegung und an der Unterbringung. Anfang August verließ der Deutsche Dennis Schröder den Freizeitpark, um seiner schwangeren Ehefrau beizustehen. Anschließend kehrte er in den abgeschirmten Bereich zurück.

## Hygieneregeln
Die NBA veröffentlichte ein 113 Seiten umfassendes Regelwerk zum Schutz der Spieler, um so den Rest der Saison austragen zu können. Die Regeln umfassten unter anderem Bestimmungen zur Isolation und Tests sowie eine Maskenpflicht in öffentlichen Bereichen. Wurde die Bubble wegen eines familiären Notfalls verlassen, mussten die betreffenden Spieler eine viertägige Quarantänezeit einhalten, gegebenenfalls länger, wenn diese während ihrer Abwesenheit nicht regelmäßig getestet wurden. Zu den Spielern, auf die das zutraf, gehörte Zion Williamson, der aus persönlichen Gründen abreiste und Ende Juli in den abgeschirmten Bereich zurückkehrte. In seiner Zeit außerhalb des Freizeitparks ließ sich Williamson täglich auf eine mögliche Ansteckung untersuchen, die Proben ergaben aber jeweils negative Ergebnisse.
Im Falle eines positiven Tests wurde der infizierte Spieler in einer gesonderten Einrichtung im Freizeitpark unter Quarantäne gestellt. Nach Ausschluss eines falsch positiven Tests betrug die Quarantänezeit mindestens 14 Tage. Im Anschluss musste eine Herzuntersuchung vorgenommen werden. Diese konnte zwei Wochen nach Verschwinden der Symptome stattfinden, oder, bei asymptomatischem Verlauf, zwei Wochen nach dem ersten positiven Test. Bei der Untersuchung des Herzens handelte es sich um eine Erweiterung der bereits bestehenden Vorgehensweise der Vorsorge von Herz-Kreislauf-Erkrankungen. Die NBA wertete dann Videomaterial zur Rückverfolgung von Infektionsketten aus und testete alle Spieler, mit denen der Infizierte mindestens 15 Minuten Kontakt oder unmittelbaren Kontakt hatte.
Ende August trafen Familienmitglieder von NBA-Spielern im Großraum Orlando ein, um sich zunächst wie vorgeschrieben von der Außenwelt abzuschotten, um anschließend Zugang zum geschützten NBA-Bereich im Freizeitpark zu erhalten. In der Folge unterlagen sie denselben Regeln und Einschränkungen wie die Spieler, sonstige Mannschaftsangehörige und Medienvertreter, was auch das Verbot betraf, kurzzeitig das Gelände zu verlassen, um es danach wieder zu betreten.

## Kontroversen
Die Kritik an der Austragung der Spiele und der Unterbringung innerhalb des von der Außenwelt abgeschirmten Bereichs umfasste unter anderem Bedenken, bereits ein unentdeckter Ansteckungsfall könne sich ähnlich wie auf einem Kreuzfahrtschiff innerhalb kurzer Zeit schnell ausbreiten. Es wurde auf die Schwierigkeit hingewiesen, einen tatsächlich vollständig abgeschirmten Bereich zu schaffen, um äußere Einflüsse auszuschließen oder auf ein Mindestmaß zu beschränken.
Zudem kam es bereits in der Anfangsphase zu Brüchen mit den Hygieneregeln durch einzelne Spieler. So wurde Dwight Howard von den Los Angeles Lakers vermehrt vorgeworfen, sich nicht an die in den Hygieneregeln vorgeschriebene Maskenpflicht zu halten. Er wurde daraufhin von der NBA abgemahnt. Lou Williams von den Los Angeles Clippers wurde ein Verlassen der Bubble für den Besuch einer Beerdigung gewährt. Da dieser allerdings auf einem Foto zu sehen war, das US-Rapper Jack Harlow veröffentlichte und das Williams in einem Stripclub außerhalb der Isolationszone zeigte, wurde seine Quarantäne auf zehn Tage verlängert, wodurch er den Wiederbeginn der NBA-Saison verpasste. Richaun Holmes der Sacramento Kings und Bruno Caboclo der Houston Rockets wurden (nach eigenen Angaben aufgrund von Unwissenheit) ebenfalls zehn Tage unter Quarantäne gestellt, nachdem Holmes das Gelände verlassen hatte, um eine Essensbestellung abzuholen, und nachdem Caboclo sein Hotelzimmer verlassen hatte.
Am 2. August wurde ein Bild von Terence Davis der Toronto Raptors in den sozialen Medien verbreitet, auf dem er eine Maske trug, in die im Bereich des Mundes ein Loch geschnitten wurde. Von Davis in den sozialen Medien geteilte Inhalte legen nahe, dass es sich um eine Protestaktion handelte. Die NBA erinnerte die Teams daran, dass Verstöße gegen die Maskenpflicht mit Geldstrafen, Suspendierung oder einem Ausschluss aus der Isolationszone geahndet werden können.

## Aktivismus
In Folge des Todes des Afroamerikaners George Floyd durch Polizisten im Laufe eines Polizeieinsatzes und den darauf folgenden, andauernden Proteste setzten sich die NBA, die Spielergewerkschaft NBPA und die Mannschaften für die Black-Lives-Matter-Bewegung ein und nutzten dazu öffentlichkeitswirksame Bereich des von Außenwelt abgeschirmten Bereiches. Die Spieler trugen während des Aufwärmens und auf der Auswechselbank T-Shirts mit der Aufschrift „Black Lives Matter“. Der Name der Bewegung wurde auch auf allen Spielfeldern in großer Schrift auf dem Boden platziert. Zusätzlich wurde den Spielern die Möglichkeit eingeräumt, die Namen auf den Rückseiten ihrer Trikots durch eine Aussage zur Unterstützung der Black-Lives-Matter-Bewegung zu ersetzen. Laut Medienberichten gab es unter den Besitzern der NBA-Mannschaften in Bezug auf die Aufbringung des Schriftzugs der Bewegung auf den Spielflächen auch skeptische Stimmen.
Als Reaktion auf die Polizeischüsse auf den Afroamerikaner Jacob Blake entschieden sich die Milwaukee Bucks dazu, das Play-off-Spiel gegen Orlando Magic nicht zu bestreiten. Infolgedessen sagte die NBA alle Spiele des Spieltags ab. Laut Sportreporter Shams Charania der Website The Athletic sprachen sich die Los Angeles Clippers und die Los Angeles Lakers für einen Boykott der restlichen Saison aus.